# Ніхто, крім тебе
«Ніхто, крім тебе» (ісп. Tú o nadie) — мексиканська теленовела виробництва телекомпанії Televisa. У головних ролях Лусія Мендес, Андрес Гарсія та Сальвадор Пінеда. Прем'єра відбулася на каналі Las Estrellas 11 лютого — 29 липня 1985 року. На екранах в Україні теленовела вперше з'явилася у 90-их роках. На українську мову скрипт переклала Марія Григорівна Фурдас. 

## Сюжет
Антоніо Ломбардо, мільйонер, власник будівельної компанії в Акапулько, потрапляє в авіакатастрофу і дивом лишається живий. Повернувшись додому, він дізнається, що напередодні аварії одружився з жінкою, яку єдину з усієї родини не може пригадати. Її ім'я Ракель, їй 20 років, вона з простої родини і дуже вродлива.
Насправді ж аварію підстроїв Максиміліано Альбеніс, зведений брат Антоніо. Колись батько Антоніо одружився з молодою вдовою Вікторією з маленьким сином Максом і ростив хлопчика як свого. Однак за заповітом вітчима Макс не отримав ніяких суттєвих грошей, і тому заздрить Антоніо й ненавидить його. За день до катастрофи, у Гвадалахарі він одружився з Ракель за підробними документами на ім'я Антоніо Ломбардо. Із Ракель він познайомився незадовго до цих подій і не втаємничів її у свій план. В майбутньому він розраховував вмовити чи залякати дівчину, щоб вона не виказала його — через кохання чи зі страху виявитися спільницею. Пізніше Макс розраховував одружитися з братовою вдовою і допомагати їй управляти спадщиною. Але повернення Антоніо плутає всі карти. Більш того, Антоніо закохується в Ракель, і вона починає відповідати йому взаємністю…

## У ролях
| Актор                 | Роль                     |
| --------------------- | ------------------------ |
| Лусія Мендес          | Ракель Саманьєго Сільва  |
| Андрес Гарсія         | Антоніо Ломбардо         |
| Сальвадор Пінеда      | Максиміліано Альбеніс    |
| Магда Гусман          | Вікторія Ломбардо        |
| Ліліана Абуд          | Каміла Ломбардо де Шульц |
| Арсеніо Кампос        | Клаудіо Шульц            |
| Урсула Пратс          | Маура Франко             |
| Лус Марія Херес       | Марта Саманьєго          |
| Мігель Мансано        | Даніель Саманьєго        |
| Мігель Анхель Негрете | Пабло                    |
| Фабіо Рамірес         | Оскар                    |
| Ігнасіо Рубієль       | Езекіль                  |
| Гільєрмо Сарур        | Рамон                    |
| Тоні Браво            | Луїс                     |
| Роберто Антунес       | Чучо                     |
| Марія Марсела         | Карла Франко             |
| Антоніо Валенсія      | Родріго Торнеллі         |
| Гастон Тусет          | Андрес                   |
| Паола Мореллі         | Алехандра                |
| Фернандо Саенс        | Гато (Кіт)               |
| Хульєтта Егуррола     | Мерседес (Мече)          |
| Абрахам Мендес        | Габріель                 |
| Луїс Хав'єр           | Умберто                  |
| Хакаранда Альфаро     | Памела                   |
| Ребекка Сільва        | Хулія                    |
| Алехандро Руїс        | Феліпе Акунья            |
| Марія Регіна          | Лізетт                   |
| Сесілія Габріела      | Марія Хосе               |

## Нагороди та номінації
TVyNovelas Awards (1986)
- Найкраща роль у виконанні заслуженої акторки (Магда Гусман).
- Найкраща молода акторка (Лус Марія Херес).
- Найкраща режисерська робота (Хосе Рендон).
- Номінація на найкращу теленовелу (Ернесто Алонсо).
- Номінація на найкращу акторку (Лусія Мендес).
- Номінація на найкращого актора (Андрес Гарсія).
- Номінація на найкращу лиходійку (Урсула Пратс).
- Номінація на найкращого лиходія (Сальвадор Пінеда).
- Номінація на найкращу молоду акторку (Ліліана Абуд).
- Номінація на найкращу чоловічу роль  — відкриття (Луїс Хав'єр).
- Номінація на найкращий сценарій (Марія Сараттіні).
- Номінація на найкращу акторку-новачка (Паола Мореллі).

## Інші версії
- 1995 — Акапулько, тіло і душа (ісп. Acapulco, cuerpo y alma), мексиканська теленовела виробництва Televisa. У головних ролях Патрисія Мантерола і Сауль Лісасо.
- 1995 — Затока Акапулько (англ. Acapulco bay), мексикансько-американська теленовела спільного виробництва Televisa та Fox Broadcasting Company. У головних ролях Ракель Гарднер і Джейсон Адамс.
- 2009 — Закляття (ісп. Sortilegio), мексиканська теленовела виробництва Televisa. У головних ролях Жаклін Бракамонтес і Вільям Леві.
- 2022 — Кабо (ісп. Cabo), мексиканська теленовела виробництва Televisa. У головних ролях Барбара де Регіль і Матіас Новоа.